# رهكوفيليات
رهكوفيليات أو فصيلة رياكوفيليدي (الاسم العلمي: Rhyacophilidae)، هي فصيلة حشرات من رتبة جملونيات الأجنحة. أجناسها وأنواعها (500 نوع) المعروفة متوسطة العدد منتشرة (نصف الكرة الشمالية) في بعض جبال البلاد المعتدلة الحرارة.

## روابط خارجية
- Video of Rhyacophilid larva from Austria